# Ruf Automobile
Ruf Automobile er et firma, som specialbygger biler, og har hjemsted i Tyskland.
Grundkonceptet er baseret på biler fra Porsche.
Ruf ombygger ca. 30-35 biler om året. Alle de byggede biler bliver mærket med et Ruf-serienummer.
Rufs modeller er i dag, 2008, baseret på Porsche 911 og Porsche Boxster. Firmaet tilbyder at udføre motortuning og ændre bremser, undervogn m.m på de fleste Porsche-modeller.

## Modeller
- Ruf 3400
- Ruf BTR
- Ruf CTR "Yellow Bird"
- Ruf CTR 2
- Ruf RCT
- Ruf RGT
- Ruf Rturbo
- Ruf Rt 12